# Ólvega
Ólvega è un comune spagnolo di 3 292 abitanti situato nella comunità autonoma di Castiglia e León.

## Amministrazione

### Gemellaggi
Ólvega è gemellata con:
- Luynes, dal 1990.
- Buntingford.